# Массімо Валері
Массімо Валері (італ. Massimo Valeri; нар. 13 березня 1972) — колишній італійський тенісист.
Найвищу одиночну позицію світового рейтингу — 137 місце досяг 24 серпня 1992, парну — 116 місце — 5 липня 1999 року.

## Фінали турнірів ATP за кар'єру

### Парний розряд: 1 (0–1)
| Результат | W-L | Дата     | Турнір          | Покриття | Партнер            | Суперники                | Рахунок  |
| --------- | --- | -------- | --------------- | -------- | ------------------ | ------------------------ | -------- |
| Поразка   | 0–1 | Чер 1998 | Болонья, Італія | Ґрунт    | Джорджо Галімберті | Брендон Коуп Паул Роснер | 6–7, 3–6 |

## Титули на челленджерах

### Одиночний розряд: (2)
| Ранг | Рік  | Турнір                 | Покриття | Суперник      | Рахунок       |
| ---- | ---- | ---------------------- | -------- | ------------- | ------------- |
| 1.   | 1991 | Мессіна, Італія        | Ґрунт    | Херман Лопес  | 4–6, 6–1, 7–6 |
| 2.   | 1992 | Оберштауфен, Німеччина | Ґрунт    | Мартін Сіннер | 6–3, 6–3      |

### Парний розряд: (4)
| Ранг | Рік  | Турнір            | Покриття | Партнер            | Суперники                          | Рахунок        |
| ---- | ---- | ----------------- | -------- | ------------------ | ---------------------------------- | -------------- |
| 1.   | 1997 | Венеція, Італія   | Ґрунт    | Джорджо Галімберті | Мартін Родрігес Давід Родіті       | 6–4, 0–6, 7–6  |
| 2.   | 1999 | Любляна, Словенія | Ґрунт    | Том Ванхудт        | Едуардо Ніколас Херман Пуентес     | 7–6(10–8), 6–4 |
| 3.   | 1999 | Б'єлла, Італія    | Ґрунт    | Філіппо Мессорі    | Агустін Кальєрі Сальвадор Наварро  | 7–5, 6–4       |
| 4.   | 1999 | Манербіо, Італія  | Ґрунт    | Томас Штренґберґер | Федеріко Бровне Франсіско Кабельйо | 6–3, 6–3       |